# Valdemar Bernardo Jorge
Valdemar Bernardo Jorge (Cascavel, 3 de novembro de 1974) é um empreendedor, professor, advogado, agricultor e político paranaense.

## Biografia
Nascido em Cascavel, Valdemar trabalhou desde novo no moinho de fubá da família. Seu primeiro registro com carteira de trabalho assinada foi como office boy no Banco do Brasil de 1989 a 1992. A partir do ano de 1992 escolheu Curitiba, a capital do Paraná, como sua morada, se casando em 2009 com Luciana, que também é curitibana e vindo ser pai de três filhas, Gabriella (2011), Laura (2013) e Marianna (2016). 

## Vida acadêmica
Formou-se bacharel em Informática pela Universidade Federal do Paraná (UFPR) em 1995, tornou-se advogado pela Pontifícia Universidade Católica do Paraná (PUCPR) e membro da OAB-PR em 1997, sendo membro da Comissão de Meio Ambiente da OAB-PR de 2007 a 2009.
Com mestrado em Direito Econômico e Social em 2004 pela Pontifícia Universidade Católica do Paraná (PUCPR) e especialização em Direito Empresarial (2000), Direito Tributário e Processo Tributário (1999) pela mesma universidade, Valdemar Jorge construiu uma sólida base acadêmica.
Lecionou como professor convidado na Escola Superior da Magistratura Federal do Paraná (Esmafe-PR). Exerceu a docência também na área do Direito Empresarial Aplicado na Faculdade da Indústria (IEL) e lecionando Direito Civil e Direito Agrário na UniCuritiba.

## Trajetória política
De 2017 até 2023, Valdemar Jorge foi presidente do partido Republicanos Paraná, desempenhando um papel crucial na liderança e direcionamento da agremiação política. Sob a gestão de Valdemar, em 2020 o partido cresceu 43,59% o seu número de filiações.
Ele desempenhou o papel de Secretário de Estado no primeiro mandato do governo Ratinho Junior, liderando a pasta do Planejamento e Projetos Estruturantes do Governo do Paraná de 2019 a 2022. Nesse cargo, dedicou-se à concretização de projetos essenciais para o desenvolvimento do Estado, como o Plano de Retomada Econômica 2021-2022, o Programa Paraná Produtivo e o Plano Estadual de Desenvolvimento de Longo Prazo (PDLP). Em 2022 como secretário da pasta foi Presidente do Conseplan (Conselho Nacional de Secretários de Estado do Planejamento).
Entre janeiro de 2023 e maio de 2024, Valdemar Jorge ocupou o cargo de Secretário do Desenvolvimento Sustentável no segundo mandato do governo Ratinho Junior. À frente da Secretaria de Estado do Desenvolvimento Sustentável, ele tem por finalidade formular, coordenar, executar e desenvolver políticas de proteção, conservação e restauração do patrimônio natural. Além disso, é responsável pela gestão de recursos hídricos, saneamento ambiental, resíduos sólidos, gestão territorial, política agrária, fundiária, mineral e geológica, visando o Desenvolvimento Sustentável do Estado do Paraná. Como secretário da pasta, assumiu o cargo de Vice-presidente da região sul da ABEMA (Associação Brasileira de Entidades do Meio Ambiente).